# Демонстративен спорт
Демонстративен спорт е спорт, който е част от голямо спортно събитие с цел да бъде промотиран и не е част от стандартното класиране по медали. Най-често това се случва по време на олимпийски игри, но и на други състезания като например игрите на британската общност.
Демонстративните спортове се появяват за пръв път на олимпийските игри в Стокхолм през 1912, когато като такива се практикуват традиционната исландска борба глима и бейзбол. През следващите години олимпийските комитети включват поне един демонстративен спорт във всички игри, като най-често това е някой традиционен спорт за страната домакин. Медалите за демонстративните спортове обикновено имат същия дизайн като за останалите спортове, но са с по-малък размер. Те не  участват в класирането по медали.
Демонстративните спортове престават да се практикуват след олимпийските игри в Барселона през 1992 година след като олимпийските спортове стават твърде много и олимпийските комитети не могат да им обърнат достатъчно внимание.

## Летни олимпийски игри
| Игри                | Демонстративни спортове                                                              | В олимпийската програма от |
| ------------------- | ------------------------------------------------------------------------------------ | -------------------------- |
| Лондон 19081        | • колоездачно поло (мъже) • Дуел с револвери (мъже)                                  |                            |
| Стокхолм 1912       | • бейзбол (мъже) • глима (мъже)                                                      | • 19922                    |
| Антверпен 1920      | • корфбол                                                                            |                            |
| Париж 1924          | • Баска пелота (мъже) • la canne (мъже) • кану-каяк (мъже) • сават (мъже) • волейбол | • 1936 • 1964              |
| Амстердам 1928      | • фризийски футбол (мъже) • корфбол • лакрос                                         |                            |
| Лос Анджелис 1932   | • американски футбол (мъже) • лакрос (мъже)                                          |                            |
| Берлин 1936         | • бейзбол (мъже) • глайдинг (мъже) • кабади (мъже)                                   | • 19922                    |
| Лондон 1948         | • лакрос (мъже) • шведска (Линг) гимнастика                                          |                            |
| Хелзинки 1952       | • финландски бейзбол (мъже) • хандбал (мъже)                                         | • 19723                    |
| Мелбърн 1956        | • австралийски футбол (мъже) • бейзбол (мъже)                                        | • 19922                    |
| Рим 1960            | няма                                                                                 |                            |
| Токио 1964          | • бейзбол (мъже) • будо (мъже)                                                       | • 19922                    |
| Мексико 1968        | • баска пелота (мъже) • тенис                                                        | • 19884                    |
| Мюнхен 1972         | • бадминтон • водни ски                                                              | • 1992                     |
| Монреал 1976        | няма                                                                                 |                            |
| Москва 1980         | няма                                                                                 |                            |
| Лос Анджелис 1984   | • бейзбол (мъже) • тенис                                                             | • 19922 • 19884            |
| Сеул 1988           | • бадминтон • бейзбол (мъже) • боулинг • джудо (жени) • таекуондо                    | • 1992 2 • 1992 • 2000     |
| Барселона 1992      | • баска пелота • хокей на ролери (мъже) • таекуондо                                  | • 2000                     |
| Атланта 1996        | няма                                                                                 |                            |
| Сидни 2000          | няма                                                                                 |                            |
| Атина 2004          | няма                                                                                 |                            |
| Пекин 2008          | няма5                                                                                |                            |
| Лондон 2012         | няма                                                                                 |                            |
| Рио де Жанейро 2016 | няма6                                                                                |                            |
| Токио 2020          | няма7                                                                                |                            |

- 1 Въпреки че демонстративните спортове са въведени през 1912 година, през 1908 година тези спортове се провеждат паралелно с игрите.[1]
- 2 Бейзболът е премахнат от олимпийската програма след игрите в Пекин през 2008. (вижте също 8)
- 3 Част от програмата като хандбал на трева през 1936.
- 4 Част от олимпийската програма межди 1896 и 1924.
- 5 МОК позволява паралелно провеждане на състезание по ушу, но той не е демонстративен спорт.
- 6 МОК позволява паралелно провеждане на състезание по електронни спортове, но той не е демонстративен спорт
- 7 Първоначално се планира паралелно провеждане на състезание по сумо, но то е отменено поради изместване на игрите за 2021 година.[2][3][4]

## Зимни олимпийски игри
| Игри                     | Демонстративни спортове                                                                       | В олимпийската програма от         |
| ------------------------ | --------------------------------------------------------------------------------------------- | ---------------------------------- |
| Шамони 1924              | няма1                                                                                         |                                    |
| Санкт Мориц 1928         | • военен патрул (мъже) • скиджоринг (мъже)                                                    |                                    |
| Лейк Плесид 1932         | • кърлинг (мъже) • надбягване с кучешки впряг (мъже) • кънки бягане (жени)                    | • 19981 • 1960                     |
| Гармиш-Партенкирхен 1936 | • военен патрул (мъже) • айсшток (мъже)                                                       |                                    |
| Санкт Мориц 1948         | • военен патрул (мъже) • зимен петобой (мъже)                                                 |                                    |
| Осло 1952                | • банди (мъже)                                                                                |                                    |
| Кортина д'Ампецо 1956    | няма                                                                                          |                                    |
| Скуо Вали 1960           | няма                                                                                          |                                    |
| Инсбрук 1964             | • айсшток (мъже)                                                                              |                                    |
| Гренобъл 1968            | • фигурно пързаляне                                                                           | • 1976                             |
| Сапоро 1972              | няма                                                                                          |                                    |
| Инсбрук 1976             | няма                                                                                          |                                    |
| Лейк Плесид 1980         | няма                                                                                          |                                    |
| Сараево 1984             | • паралимпийски ски алипийски дисциплини (мъже)                                               |                                    |
| Калгари 1988             | • кърлинг • ски свободен стил • шорттрек • паралимпийски ски алпийски дисциплини и ски бягане | • 1998 • 1992 (само бабуни) • 1992 |
| Албервил 1992            | • кърлинг • кънки бягане • ски свободен стил; ски акробатика и ски балет                      | • 1998                             |
| Лилехамер 1994           | няма                                                                                          |                                    |
| Нагано 1998              | няма                                                                                          |                                    |
| Солт Лейк Сити 2002      | няма                                                                                          |                                    |
| Торино 2006              | няма                                                                                          |                                    |
| Ванкувър 2010            | няма                                                                                          |                                    |
| Сочи 2014                | няма                                                                                          |                                    |
| Пьонгчанг 2018           | няма2                                                                                         |                                    |
| Пекин 2022               | няма                                                                                          |                                    |

- 1 Кърлинга е част от програмата през 1924 година. През 2002 година МОК го обявява за официален олимпийски спорт
- 2 Паралелно се провеждат състезание по електронни спортове, но те не са официален демонстративен спорт.[5]